# Saint-Sauveur-de-Flée

Saint-Sauveur-de-Flée este o comună în departamentul Maine-et-Loire, Franța. În 2009 avea o populație de 277 de locuitori.